# Jim Sullivan (Rugbyspieler)
Jim Sullivan (* Dezember 1903 in Cardiff, Wales; † 1977 in Wigan, England) war ein walisischer Rugby-League-Spieler auf der Position des Schlussmannes und war nach seiner Spielerkarriere Rugbytrainer.
1921 wechselte Sullivan nach einem Spiel für die Barbarians vom walisischen Rugby-Union-Verein Cardiff RFC zum englischen Rugby-League-Verein Wigan Warriors. In den folgenden 20 Jahren dominierte er die Position des Schlussmannes im britischen Rugby League. Bis 1946 kam er in 774 Spielen zu 2.317 erfolgreichen Kicks über die Malstangen und 4.883 Punkten für Wigan; eine noch bessere Ausbeute wurde durch den Ausbruch des Zweiten Weltkrieges 1939 verhindert. Nach dem Ende des Kriegs kam er nur noch zu einigen wenigen Einsätzen für die Batley Bulldogs.
Bei den Wigan  Warriors ist er immer noch der Spieler mit den meisten Einsätzen und Karrierepunkten. Seine 161 erfolgreichen Kicks über die Malstangen für Wigan in der Saison 1934/35 blieben bis in die 1980er Jahre britischer Rekord. Außerdem hält er den Rekord für die meisten erfolgreichen Kicks über die Malstangen in einem Spiel des britischen Rugby Leagues und gilt somit als bester Kicker aller Zeiten. Er absolvierte Länderspiele für Wales, Großbritannien, England und die internationale Auswahlmannschaft Other Nationalities.
Sullivan nahm an drei Touren der britischen Nationalmannschaft nach Australasien teil (1924, 1928, 1932). 1932 führte er als erster walisischer Mannschaftskapitän der Auswahl diese zu Siegen in allen sechs Länderspielen gegen Australien und Neuseeland. Auf eine Teilnahme an der Tour 1936 verzichtete er jedoch aus persönlichen Gründen.
Daneben spielte er in den 1930er Jahren kurzfristig auch professionell Baseball.
Von 1932 an war er Spielertrainer von Wigan. Nach seinem Rücktritt vom aktiven Sport blieb Sullivan bis 1952 Trainer des Vereins, bevor er zum St Helens RLFC wechselte. 1961 kehrte er als Trainer nach Wigan zurück, um jedoch nur wenige Monate später aus gesundheitlichen Gründen endgültig aufzuhören.
1988 wurde er in die Hall of Fame des englischen Rugby-League-Verbandes (Rugby Football League) aufgenommen.